# Ptilodexia conjuncta
Ptilodexia conjuncta är en tvåvingeart som först beskrevs av Wulp 1891.  Ptilodexia conjuncta ingår i släktet Ptilodexia och familjen parasitflugor. Inga underarter finns listade i Catalogue of Life.